# Torbay
Torbay  är en enhetskommun i grevskapet Devon i England, Storbritannien. Kommunen har 139 479 invånare (2022).  Förutom huvudorten Torquay finns orterna Paignton och Brixham. Kommunen är en unparished area förutom Brixham som är en civil parish.  